# Pretor urbà
El pretor urbà, en llatí praetor urbanus, era un càrrec jurídic a l'antiga Roma. S'anomenava així perquè administrava justícia exclusivament entre els habitants de la ciutat, és a dir, quan no hi havia gent no pertanyent a la ciutadania involucrats. El pretor urbà i el pretor peregrí, especialment el primer, estaven envoltats de juristes que van formar un consell jurídic per a resoldre com a perits en qüestions contradictòries de dret. L'origen el pretor urbà es troba en la divisió de les funcions del pretor únic cap a la fi de la Primera Guerra Púnica, possiblement a partir de l'any 243 aC.
Una altra funció important del pretor urbà era la d'exercir de substitut del senat romà en cas que aquest últim fos absent de Roma. Per aquest motiu només li era permès d'abandonar la ciutat durant un breu període establert que podia variar de quatre a deu dies.
També era el magistrat en cap per a l'administració de justícia i la promulgació dels edicta, els quals formaven un corpus de precedents. L'edicte era la declaració de la política pretorial o la decisió. El pretor procurava no fer legislació amb ell. Una fallada al respecte podia portar a un càrrec de traïció. El desenvolupament i millora de la llei romana deu molt a aquests precedents.
Cal destacar, també, que era el superintendent dels Ludi Apollinares.
Un pretor urbà famós va ser Marc Juni Brut tiranicida.